# Elisabeth Köstinger
Elisabeth Köstinger (ur. 22 listopada 1978 w Wolfsbergu) – austriacka polityk, posłanka do Parlamentu Europejskiego VII i VIII kadencji, w 2017 przewodnicząca Rady Narodowej, w latach 2017–2019 i 2020–2022 minister.

## Życiorys
W 1997 zdała egzamin maturalny, kończyła następnie różne szkolenia zawodowe dla młodych rolników. W 2003 rozpoczęła studia na Uniwersytecie w Klagenfurcie. W latach 1999–2003 pracowała jako asystentka w Kärntner Gebietskrankenkasse (zakładzie ubezpieczeń zdrowotnych w Karyntii), później w branży komunikacyjnej. Zaangażowała się w działalność organizacji rolniczych, obejmowała w nich różne stanowiska, a w 2007 została przewodniczącą zrzeszającej młodych rolników organizacji Landjugend Österreich.
W wyborach w 2009 z listy Austriackiej Partii Ludowej uzyskała mandat deputowanej VII kadencji. Została członkinią grupy Europejskiej Partii Ludowej, weszła w skład Komisji Kontroli Budżetowej oraz Komisji Rolnictwa i Rozwoju Wsi. W 2014 z powodzeniem ubiegała się o reelekcję.
W 2017 została sekretarzem generalnym Austriackiej Partii Ludowej. W tym samym roku z ramienia ludowców została wybrana na posłankę do Rady Narodowej XXVI kadencji, odchodząc w związku z tym z Europarlamentu. W listopadzie 2017 wybrano ją na nową przewodniczącą niższej izby austriackiego parlamentu XXVI kadencji.
Ustąpiła z tej funkcji po kilku tygodniach w związku z wejściem w skład rządu Sebastiana Kurza. W grudniu 2017 objęła w nim stanowisko ministra rolnictwa, leśnictwa, środowiska, gospodarki wodnej i turystyki. W styczniu 2018 jej resort przekształcono w ministerstwo zrównoważonego rozwoju i turystyki. Pełniła funkcję ministra do czerwca 2019, odchodząc wówczas wraz z całym gabinetem.
W tym samym roku z powodzeniem ubiegała się o poselską reelekcję. W styczniu 2020 ponownie została ministrem zrównoważonego rozwoju i turystyki, dołączając do drugiego rządu Sebastiana Kurza; po reorganizacji ministerstw została ministrem rolnictwa, spraw regionalnych i turystyki. Pozostała na dotychczasowej funkcji w październiku 2021, gdy nowym kanclerzem został Alexander Schallenberg, a także w grudniu 2021, gdy na czele gabinetu stanął Karl Nehammer. W maju 2022 ogłosiła swoje odejście z funkcji politycznych, zakończyła urzędowanie na stanowisku ministra w tym samym miesiącu.